# Östersunds kommun
Östersunds kommun (uttal (fil)) är en kommun i Jämtlands län. Centralort är Östersund som även är residensstad i länet.
Överytan på den sedimentära berggrunden är svagt kuperad och inkluderar skiffrar och kalksten. Berggrunden är täckt med ler- och kalkhaltig morän och har mjukt välvda höjder och dalstråk. Moränens sammansättning har gjort att området är en viktig jordbruksbygd. I början av 2020-talet dominerades det lokala näringslivet av tjänstenäringar. Genom att delar av Mittuniversitetet förlagt en del av din verksamhet i kommunen fanns en betydande utbildningssektor. Östersunds kommun har en omfattande turism, i synnerhet sommartid.
Sedan kommunen bildades 1971 har befolkningstrenden, med undantag för enskilda år, varit positiv. Kommunen har haft växlande borgerliga och röda styren. Mandatperioden 2022–2026 styrs kommunen av en blocköverskridande koalition bestående av Socialdemokraterna och Centerpartiet.

## Administrativ historik
Kommunens område motsvarar socknarna: Brunflo, Frösö, Häggenås, Kyrkås, Lit, Lockne, Marieby, Norderö, Näs och Sunne. I dessa socknar bildades vid kommunreformen 1862 landskommuner med motsvarande namn. I området fanns även Östersunds stad som 1863 bildade en stadskommun.  
Hornsbergs villastads municipalsamhälle inrättades i Frösö landskommun 11 mars 1898 och upplöstes 1948 då Frösö köping bildades genom en ombildning av landskommunen. Odenslunds municipalsamhälle inrättades i Brunflo landskommun 10 februari 1899 och upplöstes 1918 när motsvarande område utbröts ur landskommunen och införlivades med Östersunds stad.
Vid kommunreformen 1952 bildades i området ett antal storkommuner: Brunflo (av Brunflo, Lockne och Marieby), Hackås (av Hackås, Näs och Sunne), Hallen (av Hallen, Marby och Norderön) samt Lit (av Lit och Kyrkås). Östersunds stad, Frösö köping och Häggenås landskommun påverkades däremot inte.
1963 uppgick Häggenås landskommun i Lits landskommun. Östersunds kommun bildades vid kommunreformen 1971 av Östersunds stad, Frösö köping, landskommunerna Brunflo och Lit samt en del ur Hallens landskommun (Norderö) och delar ur Hackås landskommun (Sunne och Näs).
Kommunen ingår sedan bildandet i Östersunds domsaga.
Kommunen ingår sedan 2010 i Förvaltningsområdet för samiska, kommunnamnet på sydsamiska är Staaren tjïelte.

## Geografi
Östersunds kommun är belägen i de centrala delarna av landskapet Jämtland, vid Storsjöns östra strand, varifrån Indalsälven flyter i väst-östlig riktning. Kommunen gränsar i väster till Åre kommun och Krokoms kommun, i norr till Strömsunds kommun, i öster till Ragunda kommun och Bräcke kommun samt i söder till Bergs kommun, alla i Jämtlands län.

### Topografi och hydrografi
Överytan på den sedimentära berggrunden är svagt kuperad och inkluderar skiffrar och kalksten. Berggrunden är täckt med ler- och kalkhaltig morän och har mjukt välvda höjder och dalstråk. Dess nivåskillnader på mellan 50 och 100 meter sträcker sig i nordväst–sydöst.  Höjderna är klädda med barrskog. Moränens sammansättning har gjort att området är en viktig jordbruksbygd och att både odlingslandskapets blomsterängar liksom sänkornas myrmarker har stor artrikedom. Kalken har också givit upphov till vitbottnade blekesjöar och kalktuffbildning vid källflöden.
Genom kommunen flyter vattendrag som Hårkan, Långan och Indalsälven. Hårkan från norr till söder, Långan från sydväst och Indalsälven från väster till öster. Kommunen har andel av Storsjön där Frösön är belägen. Andra större sjöar är Locknesjön, Näkten och Ismunden. I sänkorna mellan höjderna finns förutom sjöar även rikligt med myrmark.
Nedan presenteras andelen av den totala ytan 2020 i kommunen jämfört med riket.
|  | Bebyggelse (3,4 %) |

|  | Skog (83,1 %) |

|  | Öppen myrmark (6,7 %) |

|  | Jordbruksmark (5,3 %) |

|  | Övrig mark (1,5 %) |

|  | Bebyggelse (3,1 %) |

|  | Skog (68,0 %) |

|  | Öppen myrmark (7,2 %) |

|  | Jordbruksmark (7,4 %) |

|  | Övrig mark (14,3 %) |

### Naturskydd
I Östersunds kommun finns 28 naturreservat, däribland Eliasbodarna vars landskap präglats av isälvarna. Helvetesmyrkälen är ett område som i stor utsträckning undkommit mänsklig påverkan medan Fillstabäckens naturreservat är präglat av det kalkhaltiga vattnet. I bäcken har kalken bildat en kalktuff vars storlek saknar motsvarighet i Sverige, och på kringliggande ängar växer majviva, björnbrodd och brudsporre.

### Administrativ indelning
Fram till 2016 var kommunen för befolkningsrapportering indelad i sju församlingar – Brunflo, Frösö, Sunne och Norderö, Häggenås-Lit-Kyrkås, Lockne, Marieby, Näs och Östersund.

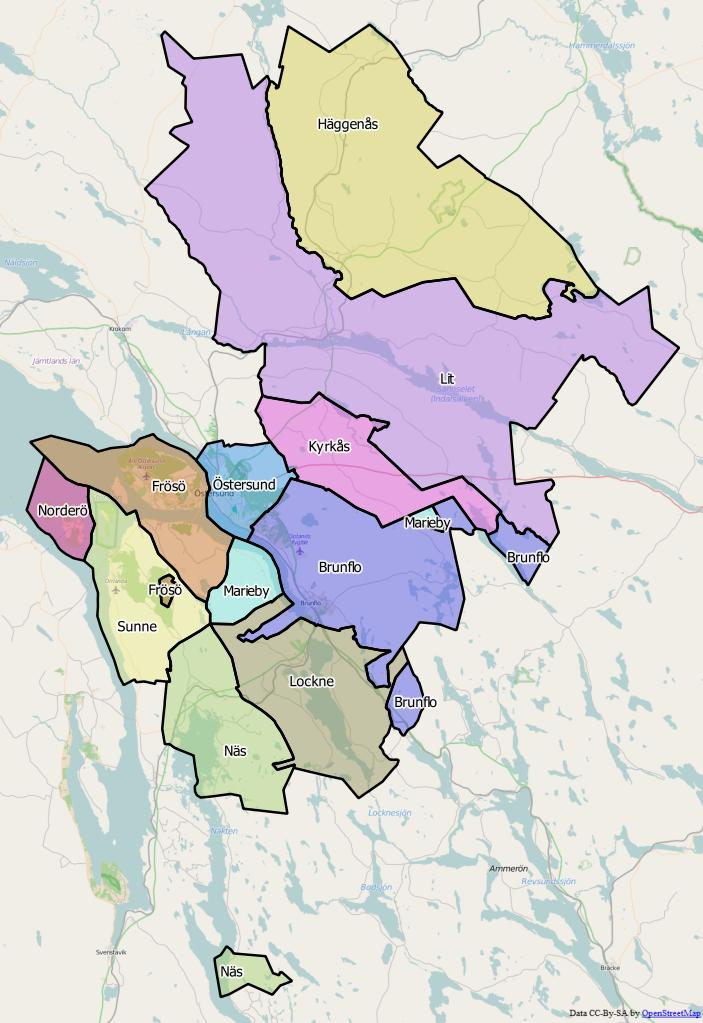
Distrikt inom Östersunds kommun

Från 2016 indelas kommunen istället i 11 distrikt – Brunflo, Frösö, Häggenås, Kyrkås, Lit, Lockne, Marieby, Norderö, Näs, Sunne och Östersund.

### Tätorter
Vid tätortsavgränsningen av Statistiska centralbyrån den 31 december 2015 fanns det elva tätorter i Östersunds kommun
| Nr | Tätort             | Folkmängd |
| -- | ------------------ | --------- |
| 1  | Östersund (del av) | 49 016    |
| 2  | Ängsmon            | 1 368     |
| 3  | Lit                | 1 117     |
| 4  | Marieby            | 458       |
| 5  | Tandsbyn           | 453       |
| 6  | Häggenås           | 361       |
| 7  | Orrviken           | 289       |
| 8  | Lunne              | 278       |
| 9  | Fåker              | 241       |
| 10 | Hara               | 234       |
| 11 | Målsta             | 207       |

Centralorten är i fet stil.

Tätorten Östersund är delad i två kommuner.

## Styre och politik

### Styre
Efter det att storkommunen bildades 1970 och det första kommunvalet ägde rum styrdes Östersunds kommun av de borgerliga partierna, där Centerpartiet hade ordförandeposten i kommunstyrelsen. I slutet av 1970-talet övergick Östersund från att vara en borgerlig kommun till att vara en Socialdemokratisk. Socialdemokraterna styrde kommunen ända till 1991, då de borgerliga partierna fick makten igen och Per Söderberg (C) övertog rollen som kommunstyrelsens ordförande efter Thore Holmberg (S).  
Efter valet 1994 återkom Socialdemokraterna och därefter har Socialdemokraterna fortsatt att styra med stöd av Vänsterpartiet. 1998 hade man även stöd av Miljöpartiet. Vid kommunvalet 2002 minskades mandaten i kommunfullmäktige från 75 till 67. 
Efter valet 2006 fick Miljöpartiet en vågmästarroll och inledde förhandlingar med både den sittande majoriteten bestående av Socialdemokraterna och Vänsterpartiet samt den borgerliga alliansen. Miljöpartiet valde slutligen att samarbeta med Socialdemokraterna och Vänsterpartiet såsom man gjort 1998. Jens Nilsson (S) som varit kommunstyrelsens ordförande sedan 1997 fick därmed fortsätta som kommunstyrelsens ordförande. Nilsson efterträddes år 2009 av Ann-Sofie Andersson (S) som då blev kommunstyrelsens ordförande. Vid ett kommunstyrelsesammanträde i februari 2012 (då budgetdirektiven för 2013 skulle behandlas) meddelade överraskande Socialdemokraterna och Centerpartiet via oppositionsrådet Carina Zetterström (C) att de skulle inleda ett samarbete. Vänsterpartiet och Socialdemokraterna hade avslutat samarbetet medan Miljöpartiet fortsatte samarbetet. Detta hände endast några dagar efter den borgerliga oppositionen samlats för att utforma ett eget budgetförslag. 
Efter valet 2014 styrdes kommunen av en majoritet bestående av Socialdemokraterna, Vänsterpartiet och Miljöpartiet. Ann-Sofie Andersson fortsatte som kommunstyrelsen ordförande. Efter valet 2014 har Östersunds kommuns kommunfullmäktige 61 ledamöter (mandat).  
Efter valet 2018 blev det maktskifte då de borgerliga partierna (Centerpartiet, Moderaterna, Liberalerna och Kristdemokraterna) fick fler mandat än de rödgröna (Socialdemokraterna, Vänsterpartiet och Miljöpartiet). De borgerliga partierna styrde i minoritet med Sverigedemokraterna som vågmästare. Efter valet 2018 hoppade två av de fem Sverigedemokraterna i kommunfullmäktige av från partiet och blev "politiska vildar". 
Valet 2022 ledde till delvis maktskifte när Centerpartiet och Socialdemokraterna bildade ett blocköverskridande majoritetsstyre.

### Kommunfullmäktige

#### Presidium
| Presidium 2022–2026    | Presidium 2022–2026 | Presidium 2022–2026 |
| ---------------------- | ------------------- | ------------------- |
| Ordförande             | C                   | Hanna Wagenius      |
| Förste vice ordförande | S                   | Stefan Fax          |
| Andre vice ordförande  | M                   | Andreas Köhler      |

#### Mandatfördelning 1970–2022
|  | 35 | 18 | 10 |  | 9 |

| 63 | 12 |

|  | 34 | 22 | 7 |  | 8 |

| 57 | 18 |

|  | 34 | 22 | 7 |  | 8 |

| 54 | 21 |

| 4 | 36 | 17 | 7 |  | 10 |

| 49 | 26 |

|  | 38 |  | 15 | 4 |  | 12 |

| 47 | 28 |

| 4 | 36 |  | 12 | 9 | 12 |

| 43 | 32 |

| 4 | 35 | 4 | 13 | 9 |  | 9 |

| 41 | 34 |

| 4 | 31 |  | 14 | 8 |  | 12 |

| 42 | 33 |

| 4 | 36 | 4 | 17 | 4 |  | 9 |

| 39 | 36 |

| 8 | 29 | 4 | 17 |  | 4 | 11 |

| 42 | 33 |

| 8 | 26 | 4 | 16 | 4 |  | 7 |

| 36 | 31 |

| 4 | 27 | 4 | 15 | 4 |  | 11 |

| 36 | 31 |

| 4 | 26 | 5 |  | 12 | 4 |  | 14 |

| 37 | 30 |

| 4 | 22 | 6 | 4 | 8 | 4 |  | 12 |

| 33 | 28 |

| 5 | 18 | 3 | 5 | 14 | 3 | 3 | 10 |

| 34 | 27 |

| 4 | 23 | 3 | 6 | 9 |  | 5 | 9 |

| 35 | 26 |

### Nämnder

#### Kommunstyrelse
| Presidium 2022–2026    | Presidium 2022–2026 | Presidium 2022–2026 |
| ---------------------- | ------------------- | ------------------- |
| Ordförande             | S                   | Niklas Daoson       |
| Förste vice ordförande | C                   | Eftichia Kourlous   |
| Andre vice ordförande  | M                   | Pär Fredriksson     |

2022–2026: 15 ledamöter, 5 (S), 3 (C), 3 (M), 1 (SD), 1 (KD), 1 (V), 1 (MP).

#### Lista över kommunstyrelsens ordförande
| Namn | Namn                 | Ämbetsperiod                    | Anmärkning |
| ---- | -------------------- | ------------------------------- | ---------- |
| C    | Per Axelsson i Haga  | 1971–1977                       |            |
| C    | Arne Nordberg        | 1977–1980                       |            |
| S    | Gösta Meijer         | 1980–1982                       |            |
| S    | Thore Holmberg       | 1983–1991                       |            |
| C    | Per Söderberg        | 1992–1994                       |            |
| S    | Gun-Britt Mårtensson | 1995–1997                       |            |
| S    | Jens Nilsson         | 1997–2009                       |            |
| S    | Ann-Sofie Andersson  | 2009–2018                       |            |
| C    | Bosse Svensson       | 2018–31 januari 2022            | [ 20 ]     |
| C    | Effie Kourlous       | 1 februari 2022–31 oktober 2022 | [ 21 ]     |
| S    | Niklas Daoson        | 1 november 2022–                | [ 22 ]     |

#### Övriga nämnder
| Nämnd                             | Ordförande | Ordförande         | Vice ordförande | Vice ordförande         | Andre vice ordförande | Andre vice ordförande |
| --------------------------------- | ---------- | ------------------ | --------------- | ----------------------- | --------------------- | --------------------- |
| Social- och arbetsmarknadsnämnden | S          | Björn Sandal       | KD              | Stig Andersson          |                       |                       |
| Kultur- och fritidsnämnden        | C          | Per Lundgren       | SD              | Cassandra Sundin        |                       |                       |
| Miljö- och samhällsnämnden        | C          | Magnus Andersson   | M               | Magnus Lenz             |                       |                       |
| Vård- och omsorgsnämnden          | S          | Margareta Winberg  | M               | Lise Hjemgaard Svensson | C                     | Margareta Lindhagen   |
| Barn- och utbildningsnämnden      | S          | Rose-Mari Hoffer   | M               | Jananders Mattsson      | C                     | Pelle Simonsson       |
| Tekniska nämnden                  | C          | Magnus Rönnerfjäll | M               | Andreas Köhler          |                       |                       |
| Krisledningsnämnden               | S          | Niklas Daoson      | C               | Eftichia Kourlos        | M                     | Pär Fredriksson       |
| Valnämnden                        | S          | Stefan Fax         | M               | Anna Martin             |                       |                       |

Källa:

### Vänorter

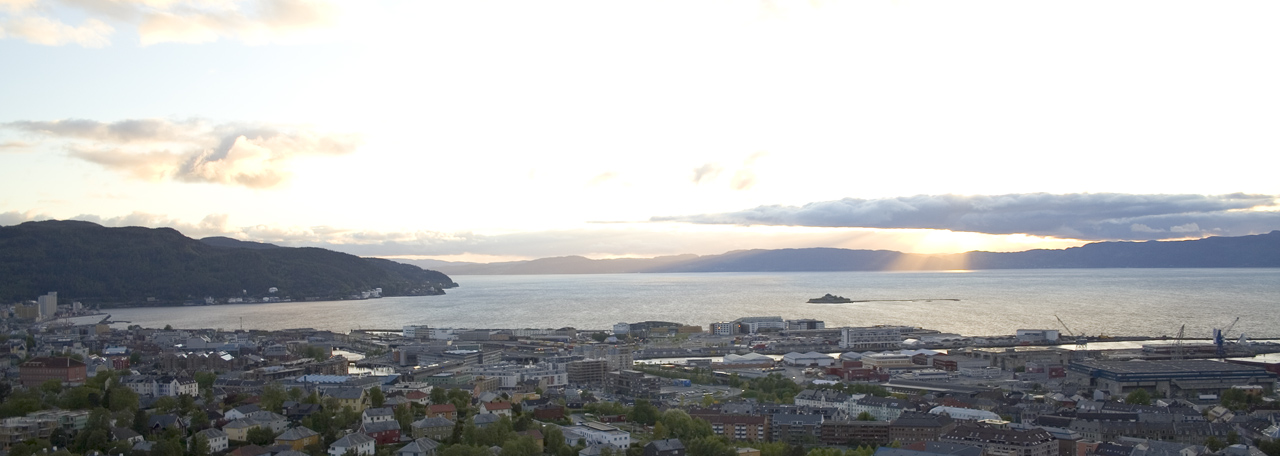
Trondheim är Östersunds kommuns närmaste vänort.

Östersunds kommun har fem vänorter:
| Ort och land - Trondheim, Norge - Kajana, Finland - Odense, Danmark - Sanok, Polen - Jilin, Kina | Sedan - 1945 - 1942 - 1945 - 1989 - 2004 |

## Ekonomi och infrastruktur

### Näringsliv
I början av 2020-talet dominerades det lokala näringslivet av tjänstenäringar, vilket inkluderade kommunen själv, Region Jämtland Härjedalen (exempelvis Östersunds sjukhus) och länsstyrelsen. Genom att delar av Mittuniversitetet förlagt en del av din verksamhet i kommunen fanns en betydande uutbildningssektormen också ett antal privata företag inom informationsteknikområdet. Vidare fanns även ett antal verkstadsföretag och livsmedelsindustri i kommunen. Tätorten Östersund är ett viktigt handelscentrum för regionen.

#### Turism
Östersunds kommun har en omfattande turism, i synnerhet sommartid då sevärdheter, aktiviteter och event lockar. Vintertid är det främst skidspår, nationell skidskyttearena och alpin skidanläggning som drar turister.

### Infrastruktur

#### Transporter
Kommunen genomkorsas i nord-sydlig riktning av E45 och i öst-västlig riktning av E14. I Östersund tar riksväg 87 av åt öster. Öst-västlig riktning har även Mittbanan mellan Sundsvalls centralstation och Storlien och vidare till Trondheim i Trøndelag fylke i Norge via Meråkerbanen. Inlandsbanan skär genom kommunen i nord-sydlig riktning. Mittbanan trafikeras av SJ:s fjärrtåg och Norrtågs regiontåg samt vintertid och höst av Snälltågets nattåg från Stockholm och Malmö.

#### Utbildning
Det fanns 29 grundskolor, varav fem var fristående, i Östersunds kommun år 2022. Av dessa var 22 belägna i närheten av Brunfloviken. Det fanns två kommunala gymnasieskolor, vilka ingår i Jämtlands Gymnasieförbund – Fyrvalla och Wargentin. Därtill fanns två fristående gymnasieskolor – Storsjögymnasiet och Östersunds gymnasium.
Högre utbildning bedrivs av Mittuniversitetet på Campus Östersund.

## Befolkning

### Demografi

#### Befolkningsutveckling
Kommunen har 64 979 invånare (31 december 2024), vilket placerar den på 38:e plats avseende folkmängd bland Sveriges kommuner. Kommunens befolkningstillväxt 2010–2035 prognostiseras till +3%.
| Befolkningsutvecklingen i Östersunds kommun 1970–2020 | Befolkningsutvecklingen i Östersunds kommun 1970–2020 | Befolkningsutvecklingen i Östersunds kommun 1970–2020 | Befolkningsutvecklingen i Östersunds kommun 1970–2020 | Befolkningsutvecklingen i Östersunds kommun 1970–2020 |
| ----------------------------------------------------- | ----------------------------------------------------- | ----------------------------------------------------- | ----------------------------------------------------- | ----------------------------------------------------- |
|                                                       |                                                       |                                                       |                                                       |                                                       |
| År                                                    |                                                       |                                                       | Folkmängd                                             |                                                       |
| 1970                                                  | 1970                                                  |                                                       | 49 750                                                |                                                       |
| 1975                                                  | 1975                                                  |                                                       | 54 135                                                |                                                       |
| 1980                                                  | 1980                                                  |                                                       | 55 810                                                |                                                       |
| 1985                                                  | 1985                                                  |                                                       | 56 446                                                |                                                       |
| 1990                                                  | 1990                                                  |                                                       | 58 317                                                |                                                       |
| 1995                                                  | 1995                                                  |                                                       | 59 748                                                |                                                       |
| 2000                                                  | 2000                                                  |                                                       | 58 249                                                |                                                       |
| 2005                                                  | 2005                                                  |                                                       | 58 428                                                |                                                       |
| 2010                                                  | 2010                                                  |                                                       | 59 416                                                |                                                       |
| 2015                                                  | 2015                                                  |                                                       | 61 066                                                |                                                       |
| 2020                                                  | 2020                                                  |                                                       | 63 985                                                |                                                       |

#### Utländsk bakgrund
Den 31 december 2014 utgjorde antalet invånare med utländsk bakgrund (utrikes födda personer samt inrikes födda med två utrikes födda föräldrar) 5 277, eller 9,64 % av befolkningen (hela befolkningen: 60 495 den 31 december 2014). Den 31 december 2002 utgjorde antalet invånare med utländsk bakgrund enligt samma definition 2 966, eller 5,10 % av befolkningen (hela befolkningen: 58 156 den 31 december 2002).

#### Invånare efter de vanligaste födelseländerna
Den 31 december 2014 utgjorde folkmängden i Östersunds kommun 60 495 personer. Av dessa var 4 556 personer (7,5 %) födda i ett annat land än Sverige. I denna tabell har de nordiska länderna samt de 12 länder med flest antal utrikes födda (i hela riket) tagits med. En person som inte kommer från något av de här 17 länderna har istället av Statistiska centralbyrån förts till den världsdel som deras födelseland tillhör.
| Födelseland      | Födelseland                       | Födelseland |
| ---------------- | --------------------------------- | ----------- |
| 31 december 2014 |                                   |             |
| 1                | Sverige                           | 55 939      |
| 2                | Afrika: Övriga länder             | 610         |
| 3                | Asien: Övriga länder              | 497         |
| 4                | Norge                             | 452         |
| 5                | Europeiska unionen: Övriga länder | 424         |
| 6                | Syrien                            | 349         |
| 7                | Finland                           | 302         |
| 8                | Thailand                          | 235         |
| 9                | Irak                              | 192         |
| 10               | Sydamerika                        | 188         |
| 11               | Turkiet                           | 168         |
| 12               | Afghanistan                       | 158         |
| 13               | Tyskland                          | 155         |
| 14               | Nordamerika                       | 137         |
| 15               | Iran                              | 123         |
| 15               | Polen                             | 123         |
| 17               | Europa utom EU: Övriga länder     | 119         |
| 18               | Kina                              | 82          |
| 19               | Somalia                           | 76          |
| 20               | Danmark                           | 52          |
| 21               | / SFR Jugoslavien/FR Jugoslavien  | 43          |
| 22               | Bosnien och Hercegovina           | 24          |
| 23               | Oceanien                          | 19          |
| 24               | Island                            | 18          |
| 25               | Sovjetunionen                     | 8           |
| 26               | Okänt födelseland                 | 2           |

## Kultur

### Evenemang
Storsjöyran är en av Skandinaviens största musikfestivaler som årligen arrangerats i kommunen sedan 1983, med undantag för åren under Covid-19-pandemin. Åren 2016 och 2017 hade festivalen 34- 36 000 betalande besökare.

### Kulturarv
Bland fornlämningar i kommunen märks Mjälleborgen. Fornborgen är en av Sveriges nordligaste fornborgar och är belägen på Öneberget på Frösön. En annan fornlämningar Frösöstenen, vilket är Jämtlands enda runsten och Sveriges nordligaste. År 1987 restes stenen utanför landstingshuset på Frösön.

### Kommunvapen
Blasonering: I blått fält ett framåtvänt älghuvud av silver.
Vapnet fastställdes för Östersunds stad av Kungl. Maj:t 1911. Det utgick ifrån ett sigill med ett svårdefinierat hjortdjur, som i vapnet bestämdes till en älg, som också återfinns i landskapsvapnet. Efter kommunbildningen 1971 återanvändes stadsvapnet och registrerades för kommunen hos Patent- och registreringsverket 1974. Fyra andra vapen blev då övertaliga.